# Bulembu Young Aces FC
Der Bulembu Young Aces Football Club ist ein Fußballverein aus Bulembu, Eswatini.
Der Verein aus dem Norden des Landes hatte seine größten Erfolge Anfang der 1980er Jahre. Er gewann 1980 und 1982 den Swazi Cup und spielte mehrere Jahre in der Swazi Premier League. Aktuell spielt der Verein in der dritten Liga des Landes. 1983 nahm man einmalig an dem African Cup Winners Cup teil, scheiterte aber in der Qualifikation an den Maseru Rovers aus Lesotho.

## Erfolge
- Swazi Cup: 1980, 1982

## Statistik in den CAF-Wettbewerben
| Wettbewerb                    | Runde         | Gegner        | Hinspiel | Rückspiel |  |
| ----------------------------- | ------------- | ------------- | -------- | --------- |  |
|                               |               |               |          |           |  |
| African Cup Winners’ Cup 1983 | Qualifikation | Maseru Rovers | 1:2 (A)  | 1:1 (H)   |  |